# Toshizō Nishio
Toshizō Nishio (西尾寿造, Nishio Toshizō, 31 d'octubre de 1881 - 26 d'octubre de 1960) va ser un general de l'Exèrcit imperial japonès que va participar en la Segona Guerra sinojaponesa i en la Segona Guerra Mundial. També va exercir com a Governador de Tòquio cap a la fi de la guerra. És considerat un dels millors militars japonesos de la segona guerra mundial.

## Com a Cap de la Metròpoli de Tòquio (1944-1945)
A la seua tornada al Japó de les seues campanyes militars a la Xina i Manxuria fou nomenat "Cap de la Metròpoli de Tòquio" (actualment Governador de Tòquio) fins a la fi de la guerra. Després, durant l'ocupació estatunidenca fou desposeit del seu càrrec i detingut amb l'acusació de "criminal de guerra", portant-lo a judici, no obstant això poc després va ser absolt i va restar en llibertat fins a la seua mort l'any 1960.